# Френк Лі Калбертсон
Френк Лі Ка́лбертсон-молодший (англ. Frank Lee Culbertson Jr.; 15 травня 1949, Чарлстон) — американський астронавт-дослідник НАСА, здійснив 3 космічних польоти загальною тривалістю 143 доби 14 годин 53 хвилини 21 секунду. Вийшов у відставку в серпні 2002 року в званні Капітан (аналогічно капітану 1-го рангу) ВМС США. 5 червня 2010 Френк був включений до Зали слави астронавтів.  Нині він є старшим віце-президентом, відповідальним за програми пілотованих космічних польотів на Orbital Sciences Corporation, в тому числі комерційних перевезень до Міжнародної космічної станції (МКС).

## Біографія
Френк Лі Калбертсон народився 15 травня 1949 року в Чарлстоні, штат Південна Кароліна. Потім його сім'я переїхала в містечко Холлі Хіл (англ. Holly Hill) того ж штату, де Френк в 1967 році закінчив середню школу.
З 1971 року служив на борту ракетного крейсера типу «Белкнап» «Фокс» (англ. CG-33) в затоці Тонкин. Після закінчення льотної підготовки на авіабазі Пенсаколі (Флорида) Калбертсон служив у морській авіації.
В навесні 1973 Френк закінчив підготовку на авіабазі Біівілль (англ. Beeville) в Техасі, як пілот ВМС. Після цього він отримав призначення в 121-шу винищувальну ескадрилью (англ. VF-121) на базу Мірамар (англ. Marine Corps Air Station Miramar) в Каліфорнії.
Потім Калбертсоон служив в 151-й винищувальній ескадрильї (англ. VF-151) на борту авіаносця «Мідуей», що базується в порту Йокосука в Японії. Служив також в 426-й ескадрильї ВПС (англ. 426th TFTS) на авіабазі Льюк (англ. Luke AFB) в Аризоні, де служив інструктором по озброєнню і тактиці.

## Робота в НАСА
У травні 1984 року Френк Лі Калбертсон був зарахований до загону астронавтів НАСА в складі 10-го набору як пілот. З липня 1984 року по червень 1995 року Калбертсон пройшов курс ОКП, по закінченні якого отримав кваліфікацію пілота шаттла і призначення в Відділ астронавтів НАСА. Там Френк працював в групі забезпечення старту в Космічному центрі ім. Кеннеді, брав участь у розслідуванні загибелі шаттла «Челленджер» (STS-51-L), був головним керівником лабораторії електронного устаткування шаттла (англ. SAIL - Shuttle Avionics Integration Laboratory).  З 1990 року Калбертсон працював заступником керівника Відділення польотних операцій екіпажу з підтримки програми космічної станції «Свобода». З серпня 1995 року по липня 1998 року Френк Калбертсон був співкерівником програми «Мір - Шаттл». У липні 1998 року Френк був призначений на посаду заступника керівника управління польотом по програмі Міжнародної космічної станція (МКС).
У серпні 2002 року Френк Лі Калбертсон покинув загін астронавтів НАСА.
- Перший політ - Свій перший політ Френк Калбертсон здійснив як пілот на шатлі Атлантіс STS-38. Тривалість польоту, в період з 15 по 20 листопада 1990 року, склала 4 діб 21 годину 55 хвилин і 26 секунд.
- Другий політ - Восени 1993 року c 12 по 22 вересня Калбертсон здійснив свій другий космічний політ: як командир екіпажу шаттла Діскавері STS-51.  Загальна тривалість польоту для Френка склала 9 діб 20 годин 11 хвилин і 56 секунд.
- Третій політ - У вересні 1999 року Френк Калбертсон був призначений командиром основного екіпажу 3-й основної експедиції на МКС. І з 10 серпня по 17 грудня 2001 Френк, як командир екіпажу 3-й основної експедиції МКС, здійснив свій третій космічний політ.

Посадка - на шатлі Індевор STS-108 17 грудня 2001.
За час польоту Калбертсон виконав один вихід в космос: 12 ноября 2001 року - тривалістю 5 годин 5 хвилин, де спільно з космонавтом і учасником експедиції Володимиром Дежуровим, займався підключенням антен системи «Курс» до стикувального відсіку № 1 (СО1) і випробуваннями ГСтМ-1.
В момент терористичних атак 11 вересня Калбертсон виявився єдиним американцем в космосі і передав на Землю фотографії Нью-Йорка, зроблені цифровим фотоапаратом Kodak DCS 460c.
На станції Калбертсон був в період з 12 серпня по 15 грудня 2001 року, а загальна тривалість польоту склала 128 діб 20 годин 45 хвилин 59 секунд.

## Джерело
- Офіційна біографія НАСА(англ.)